# 貢多蘭
貢多蘭（Gundoland；—630年/635年），法蘭克王國貴族，擔任紐斯特利亞宮相（613年—約630年/635年），其任期見證墨洛溫王朝與倫巴第人的外交互動。

## 生平
貢多蘭可能是前任宮相朗德里克的兄弟，因兩人均被稱為聖阿爾德貢德的「舅舅」（avunculus） 。不過一詞在中世紀文獻中常泛稱「叔伯輩親屬」，而非嚴格限於母系舅舅，故兩人的具體親緣關係仍有爭議。
根據《弗雷德加編年史》記載，617年（即克洛塔爾二世在位第34年），倫巴第王國國王阿吉洛夫派遣使節團至法蘭克，請求免除年貢12,000索利都斯金幣。使節暗中行賄宮相貢多蘭（紐斯特利亞宮相）、重臣瓦納查爾二世（勃艮第宮相）（Warnachaire）與于格（奧斯特拉西亞宮相）（Chuc）各1,000索利都斯並向克洛塔爾二世進獻36,000索利都斯，最終成功締結盟約。
貢多蘭於630年至635年間去世，其職務由埃加接任。